# يورغن براندت
يورغن براندت (بالألمانية: Jürgen Brandt)‏ هو عسكري وصحفي ألماني، ولد في 19 أكتوبر 1922 في كيل في ألمانيا، وتوفي في 26 يوليو 2003 في مكنهايم في ألمانيا.

## روابط خارجية
- يورغن براندت على موقع مونزينجر (الألمانية)